# 全国ローク・ダル
全国ローク・ダル（ヒンディー語：राष्ट्रीय लोक दल、英語：Rashtriya Lok Dal、略称：RLD）は、インドの政党。党名は 全国庶民の党 といった意味で、ウッタル・プラデーシュ州西部に地盤を持つ。
2004年のローク・サバー（インド下院）総選挙ではサマジワディ党と選挙協力を結び、3議席を獲得した。しかし、その後に関係が悪化。2009年のローク・サバー総選挙ではインド人民党主導の国民民主同盟に加わり、5議席を獲得した。
党首はアジート・シン。彼の父親は1979年にジャナタ党からインドの首相となったチョードリー・チャラン・シンで、ジャナタ党に合流する前に父親が率いた政党だったローク・ダルを党の源流としている。